# Новосёлки (Бучатинский сельсовет)
Новосёлки (бел. Навасёлкі) — посёлок в Копыльском районе Минской области Беларуси. В составе Бучатинском сельсовете.

## География
Ближайшие населённые пункты Бучатино, Лютовичи, Садовичи и др.
Пролегает дорога Н-9637.

## История
В 1908 году в Вызнянской волости Слуцкого уезда Минской губернии.

## Население

### Численность
- 2009 год — 3 жителей

### Динамика
- 1908 год — 33 жителей (имение)[2]
- 1999 год — 15 жителей (перепись населения)
- 2009 год — 3 жителей (перепись населения)[2]